# Choucentrus
Choucentrus är ett släkte av insekter. Choucentrus ingår i familjen hornstritar.
Kladogram enligt Catalogue of Life:
| Choucentrus | \| \| Choucentrus sinensis \| \| \| \| \| \| Choucentrus vietnamensis \| \| \| \| |
|             | \| \| Choucentrus sinensis \| \| \| \| \| \| Choucentrus vietnamensis \| \| \| \| |
|             | Choucentrus sinensis                                                              |
|             |                                                                                   |
|             | Choucentrus vietnamensis                                                          |
|             |                                                                                   |